# Masthuggskyrkan
De Masthuggskyrkan is gelegen op de Stigberg, net buiten het centrum van Göteborg. De kerk is gebouwd in 1914, nadat vanwege stadsuitbreidingen de Johanneskyrkan te klein werd. Dankzij de neo-romantische architectuur en de ligging boven op de Stigberg met panoramische uitzichten is de Masthuggskyrkan een veel bezochte kerk.